# Gymnosomata
Gymnosomata (nome de origem na língua grega, que significa “corpo nu”) é uma subordem de moluscos opistobrânquios holoplanctónicos pertencente ao grupo (antes considerada uma classe de moluscos) Pteropoda ou “borboletas-marinhas”, ao qual pertencem também os Thecosomata. Esse nome deriva das “asas” em que está transformado o pé destes diminutos moluscos.
Os Thecosomata têm um importante papel no ecossistema oceânico, uma vez que, em virtude da sua abundância são importantes predadores de outros zooplanctontes; têm boca terminal com uma rádula semelhante aos outros gastrópodes e tentáculos, por vezes com ventosas. São hermafroditas e a fertilização ocorre internamente, libertando a seguir uma massa gelatinosa de ovos (uma forma de evitar que sejam comidos por outros zooplanctontes.

## Taxonomia
Na nova taxonomia dos gastrópodes (Bouchet & Rocroi, 2005), os Gymnosomata são tratados da seguinte maneira :
- Superfamília Clionoidea:
  - família Clionidae
  - família Cliopsidae
  - família Notobranchaeidae
  - família Pneumodermatidae
- Superfamília Hydromyloidea:
  - família Hydromylidae
  - família Laginiopsidae

Nesta classificação, Thliptodontidae é considerada uma subfamília dos Clionidae, Thliptodontinae,.